# Riccardia valida
Riccardia valida là một loài rêu trong họ Aneuraceae. Loài này được Stephani J.J. Engel mô tả khoa học đầu tiên năm 1975.